# Dysauxes cambouei
Dysauxes cambouei là một loài bướm đêm thuộc phân họ Arctiinae, họ Erebidae.